# Peter Widman (konstnär)
Peter Widman, född 1949 i Gävle, är en svensk målare och grafiker. Han är känd för sina landskapsmålningar från västkusten och för ett senare, mer abstrakt bildspråk.

## Biografi
Peter Widman växte upp i Gävle och flyttade som ung till Göteborg där han studerade konst vid Göteborgs konstskola 1966–1971 samt skulptur på Konstindustriskolan. Han fördjupade sina skulpturstudier hos Arvid Bryth i Mölndal. År 1972 tilldelades han Göteborgs debutantstipendium. Han var därefter verksam på Sydkoster och i Strömstad under flera decennier. År 1992 bosatte han sig permanent i Alcúdia på Mallorca. 
Widmans tidiga verk präglas av naturmotiv från den svenska västkusten – särskilt Kosteröarna – i starka färger och uttrycksfull penselföring. I hans senare produktion, särskilt efter flytten till Mallorca, har han utvecklat ett mer abstrakt och färgfältsbaserat formspråk. 

## Utställningar
Widman har haft separatutställningar i både Sverige och utomlands, till exempel följande:
- God Konst, Göteborg (1972)
- Galerie Bengtsson, Stockholm (1973, 1975)
- Kilesands gården, Sydkoster – sommarutställningar 19 år i följd (1973–1991)
- Regionalbiblioteket, Strömstad (1987)
- Sala d’Exposicions Colonya, Mallorca (1989)
- Galleri Varden, Jeløy, Norge (1990, 1993) [5]
- Körmendi Galéria, Budapest, Ungern (1994) [1]
- Galleri Steen, Oslo, Norge (1999) [6]

## Offentliga samlingar
Widman är representerad vid Bohusläns museum  och Museet för sköna konster i Budapest. Ett antal verk av Peter Widman med motiv från Kosteröarna donerades 2019 av konsthandlarparet Arthur och Maj Sjöblad till Strömstads kommun.